# Nienburg (Saale)

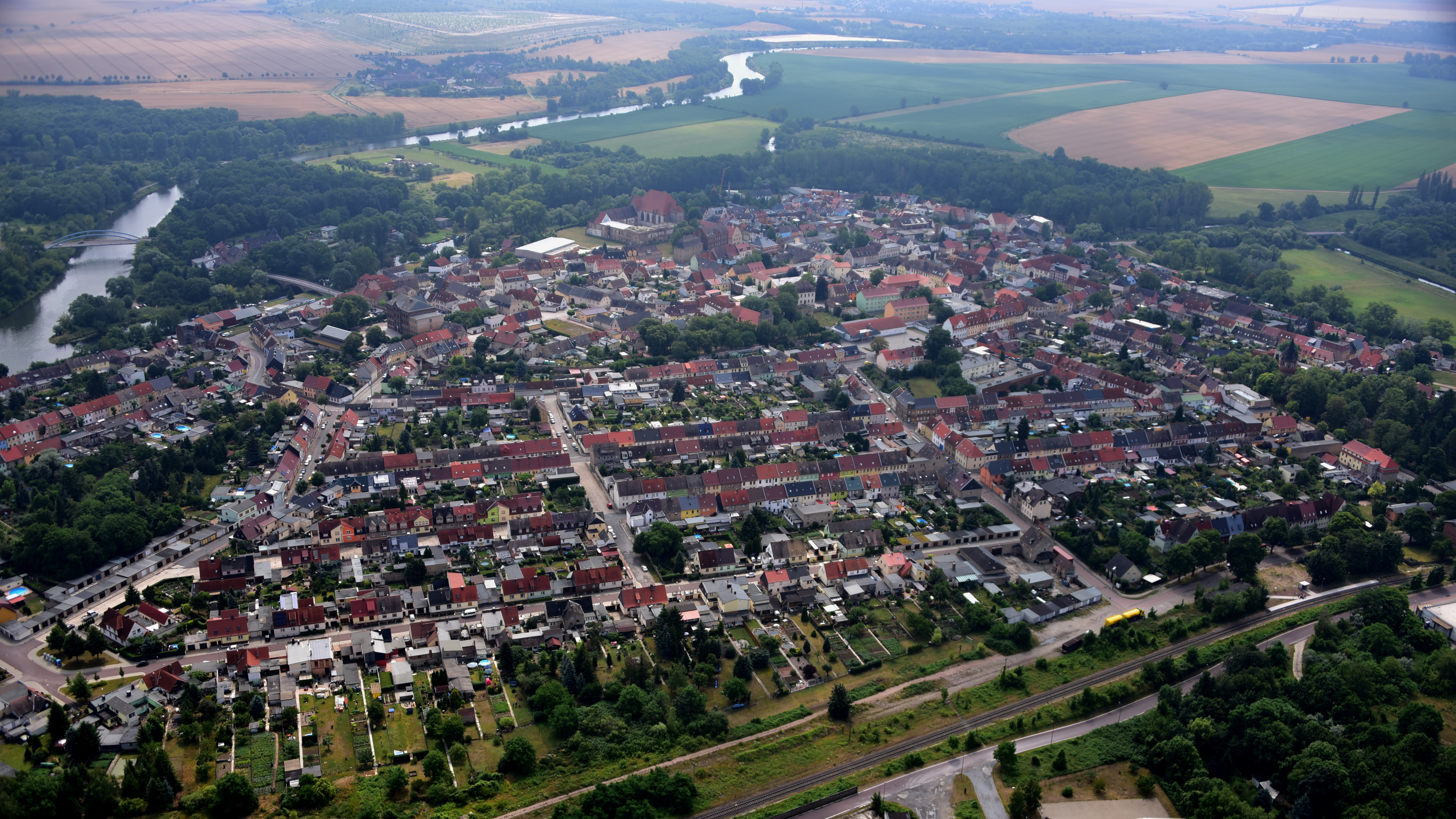
Nienburg (Saale), Luftaufnahme (2017)

Nienburg (Saale) ist eine Stadt im Salzlandkreis in Sachsen-Anhalt (Deutschland).

## Geografie
Die Stadt liegt im Naturpark Unteres Saaletal am Zusammenfluss von Bode und Saale.
Zu Nienburg gehören die Ortsteile Altenburg, Grimschleben und Jesar und außerdem die Dörfer:
| Ortschaft       | Einwohner | Die Ortschaften von Nienburg (Saale) (anklickbare Karte) |
| --------------- | --------- | -------------------------------------------------------- |
| Gerbitz         | 627       | Die Ortschaften von Nienburg (Saale) (anklickbare Karte) |
| Latdorf         | 721       | Die Ortschaften von Nienburg (Saale) (anklickbare Karte) |
| Neugattersleben | 890       | Die Ortschaften von Nienburg (Saale) (anklickbare Karte) |
| Pobzig          | 400       | Die Ortschaften von Nienburg (Saale) (anklickbare Karte) |
| Wedlitz         | 401       | Die Ortschaften von Nienburg (Saale) (anklickbare Karte) |

## Geschichte

### Mittelalter
Angesichts der Lage Nienburgs auf einer Anhöhe, an zwei Flüssen und fruchtbaren Böden ist von einer vorgeschichtlichen Besiedlung Nienburgs auszugehen. Davon zeugen frühgeschichtliche Funde im Stadtgebiet und der näheren Umgebung. Nienburg wurde 961 in einer der Gründungsurkunden des Klosters Gernrode erwähnt und gehörte damals zum Nordthüringgau. Um 970 erwähnt der aus dem maurischen Spanien stammende jüdische Reisende Ibrahim ibn Jaqub den Ort Núb Gh.rád: „Diese Burg ist aus Stein gebaut und liegt ebenfalls an dem Fluss S.láwa und in diesen fällt der Fluss Búda“.
Nienburg lag mehrere Jahrhunderte an der östlichen Außengrenze des karolingischen bzw. deutschen Reiches. Vermutlich im 9. Jahrhundert wurde hier eine zum fränkischen Reich der Karolinger gehörende Burg errichtet. Zwischen 930 und 950 wurde die „Neue Burg“ (= Nienburg) auf dem Areal des späteren Klosters errichtet. Zwischen 1148 und 1152 entstand im Kloster Nienburg die berühmte Reichschronik des Annalista Saxo. Auf der Ebstorfer Weltkarte aus dem 13. Jahrhundert ist Nienbg. am Zusammenfluss von Boda Fl. und Sala Fl. eingezeichnet.
Die Lage Nienburgs an mehreren Handelsstraßen war ein maßgeblicher Grund zur Befestigung. Von Nord nach Süd verlief die Salzstraße Halle–Magdeburg, von Ost nach West eine zentrale Straße aus dem Reich zur Lausitz. Mehrere Furten ermöglichten den Übergang über beide Flüsse. Nienburg war von erheblicher strategischer Bedeutung bei der Osterweiterung des Deutschen Reiches in slawisch besiedelte Gebiete.

### Frühe Neuzeit

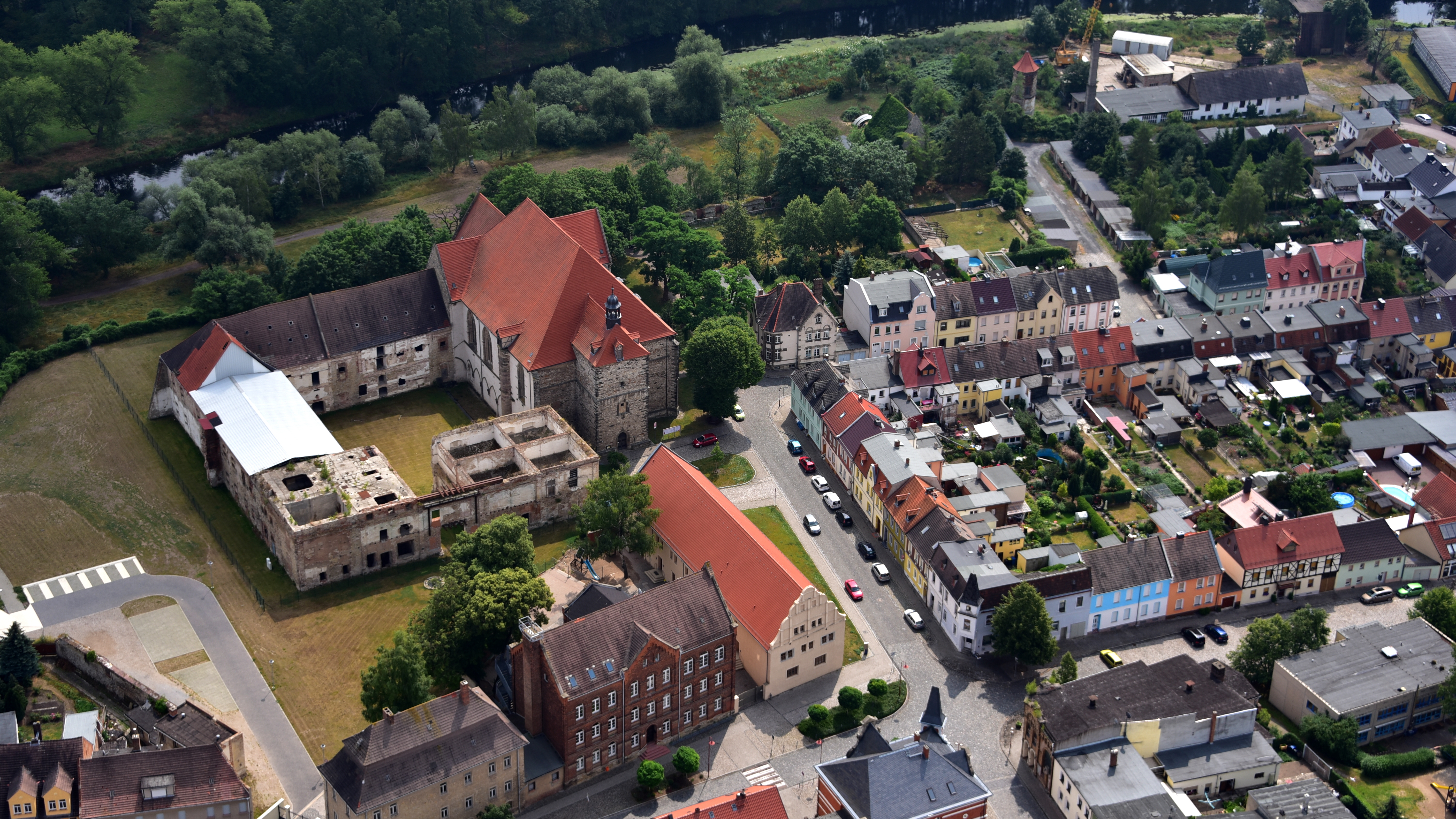
Kloster Nienburg

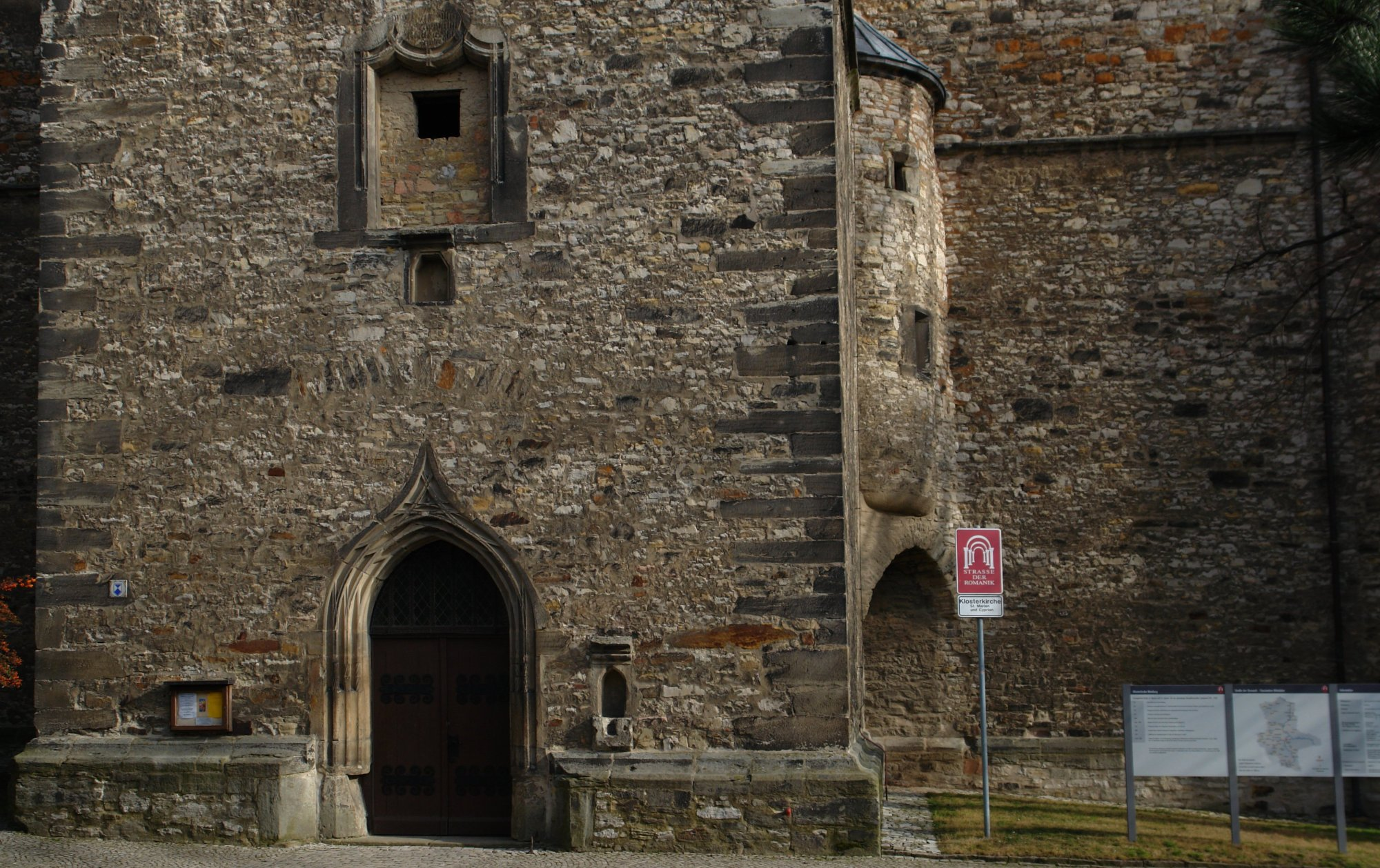
Portal der Klosterkirche Nienburg

Als Folge der Reformation und der Bauernkriege wurde das Kloster Nienburg 1563 an die Fürsten von Anhalt-Köthen übergeben, die das Klausurgebäude von 1680 bis 1690 umbauten, um es als Schloss und Witwensitz zu nutzen. Bei der Erbteilung Anhalts im Jahre 1603 fiel Nienburg zum neugegründeten Fürstentum Anhalt-Köthen. Während des Dreißigjährigen Krieges wurde die Stadt ab 1623 stark zerstört, doch bald wieder aufgebaut.
Im Jahre 1715 zog sich die bisherige Fürstin Gisela Agnes von Anhalt-Köthen auf ihren Witwensitz Schloss Nienburg zurück, wo sie unter dem Titel einer „Reichsgräfin von Nienburg“ bis zu ihrem Tode 1740 residierte. An ihrem Nienburger Hof war es auch, wo Johann Sebastian Bach 1716 ihren Sohn Fürst Leopold kennenlernte, der ihn im folgenden Jahr als Kapellmeister nach Köthen verpflichtete.
Als wichtiger Hafen des Herzogtums Anhalt-Köthen und als Hauptumschlagplatz des rings von Preußen umschlossenen Landes gewann Nienburg Anfang des 19. Jahrhunderts erneute Bedeutung. Auf dem Wasserweg über Saale und Elbe wurden die Produkte der agrarisch dominierten Ökonomie des Herzogtums von hier aus unter Umgehung des preußischen Zolls nach Hamburg, teilweise sogar bis nach Übersee exportiert. Hierzu zählte neben Getreide vor allem die Wolle, deren Qualität weithin gerühmt wurde. Die Schafzucht war deshalb eine der Haupteinnahmequellen des Herzogtums.
1812 wurde in Nienburg Gustav Flügel geboren, der später insbesondere als Klavierkomponist (Sonaten, „Nachtfalter“) und als Orgelkomponist (Choralvorspiele, Konzertstücke) einige Berühmtheit erlangte.

### Kettenbrücke
Von 1824 bis 1825 erbaute der Anhalt-Köthener Hofbaurat Gottfried Bandhauer eine innovative Kettenbrücke über die Saale, die am 6. September 1825 dem Verkehr übergeben wurde und konstruktiv einer modernen Schrägseilbrücke nahe kam. Der Bau einer Brücke war in der Stadt prinzipiell umstritten, da man zum einen mit dem Fährverkehr über den Fluss Einnahmen erzielte, und zum anderen für das Versenken des Fährseils von jedem passierenden Schiff Gebühren erhob. Es ergab sich außerdem das Problem, dass Flussschiffe mit ihren Segelmasten die Brücke nicht so einfach passieren konnten. Abweichend von den in Großbritannien inzwischen üblichen Hängebrücken mit ihren recht großen lichten Weiten ersann Bandhauer einen neuen Brückentyp. Die hölzerne Fahrbahn der Brücke wurde nicht mehr an einer durchgehenden eisernen Tragkette aufgehängt, sondern in zwei Teile geteilt und direkt von den beiden Pylonen mit mehreren Ketten abgespannt, die mit ihrem hinteren Ende im Fels am Ufer verankert waren. Dies ermöglichte es Bandhauer, den Einbau einer Öffnung in der Mitte der Brücke. Die 3,5 Meter breite Öffnung wurde mit zwei einfachen Klappen überbrückt, die für die Masten der Segelschiffe gegen Gebühr geöffnet werden konnten. Tatsächlich bestand die Brücke damit aus zwei konstruktiv völlig unabhängigen, von den Pylonen zur Mitte hin auskragenden Teilen, die nicht statisch wirksam verbunden waren.
Die zur Stadt gelegene Hälfte stürzte am 6. Dezember 1825 wegen einer extremen Überlastung der eigentlich mit Sicherheitszuschlägen berechneten Brücke ein, während eines Fackelzugs zu Ehren des Landesoberhaupts Fürst Ferdinand, wozu sich viele Bürger auf der Brücke versammelt hatten. Die Marschkapelle stoppte mitten auf der Brücke, um dem Fürsten ein Ständchen zu bringen. Viele Teilnehmer des der Kapelle folgenden Umzugs stauten sich nun auf der dem Schloss zugewandten Teil der Brücke, um die Reaktion des Fürsten zu sehen. Außerdem berichten Quellen, dass die Menschen sich im Takt der Musik bewegten. Das führte zur Überlastung der Ketten (Resonanzkatastrophe), und dieser Brückenteil stürzte ein. Der intakte Fahrbahnträger fiel in die Saale und soll eine längere Strecke wie ein Floß in der Strömung geschwommen sein. Ein Zeitungsartikel berichtete: „Bei einer Feier zu Ehren seiner Durchlaucht des Fürsten von Anhalt Köthen ist die eine Seite zusammengebrochen, wobei einige 80 Menschen zum Teil ertrunken, zum Teil verunglückt sind“. Neben den Toten waren über 100 Schwerverletzte zu beklagen. Eine Untersuchung zum Einsturz zog sich mehrere Jahre hin; erst 1829 lag ein Gutachten vor, das Bandhauer entlastete. Immerhin führte diese Katastrophe dazu, dass ab diesem Zeitpunkt Soldaten Brücken nicht mehr im Gleichschritt passieren durften.
Die Reste der Kettenbrücke wurden nach Abschluss der ersten Untersuchungen 1827 von Bandhauer in dem bemerkenswerten klassizistischen Schafstall von Nienburg-Grimschleben wiederverwendet, der 1828 auch als Modell für die Schafställe der anhalt-köthenschen Schafzuchten im ukrainischen Askania Nova dienen sollte.

### Neuzeit

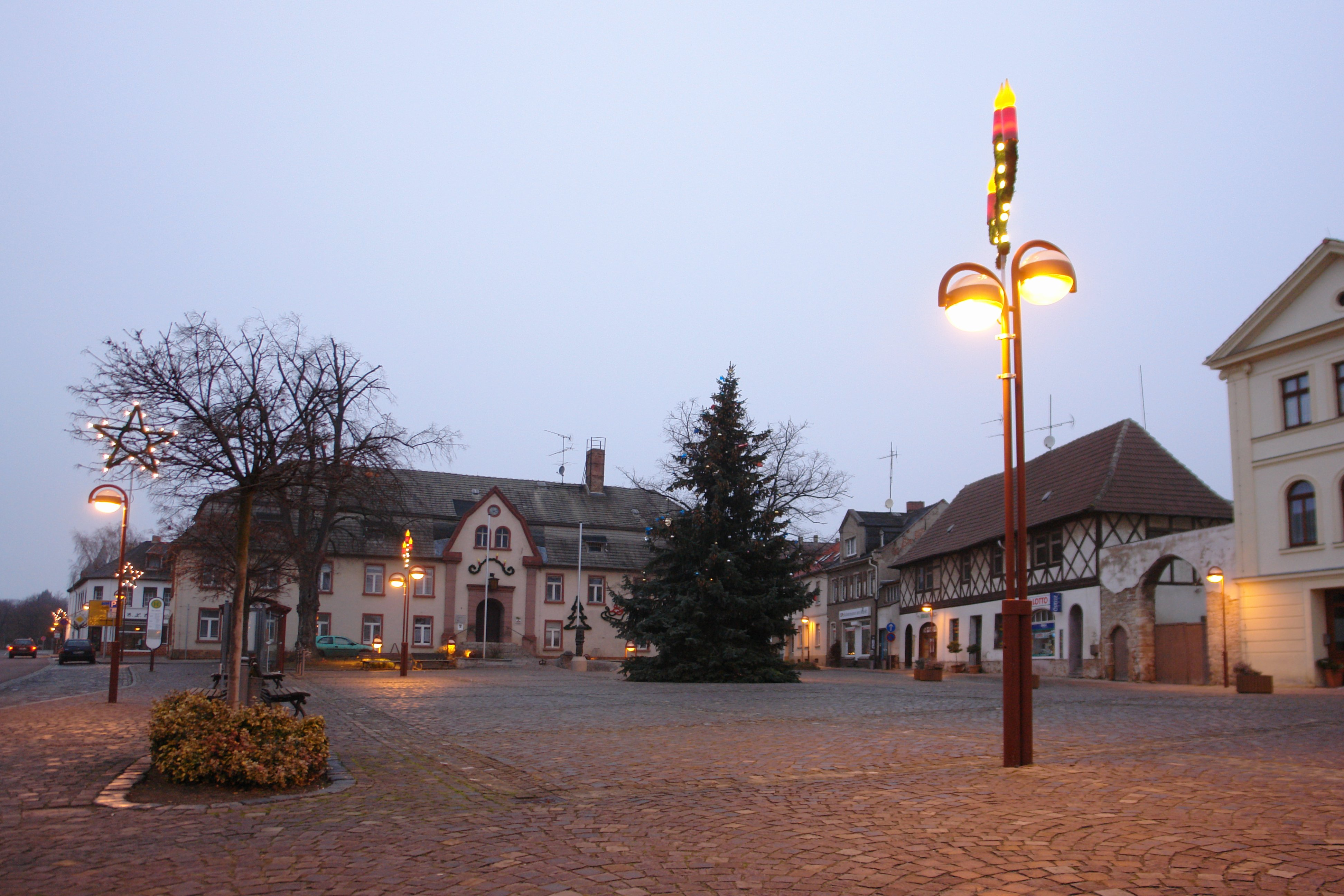
Marktplatz

Im Zuge der Industrialisierung nach 1850 kam es zur Ansiedlung und Gründung unter anderem von drei Werften, drei Zementwerken (Concordia, Sachsen-Anhalt und Jesarbruch), einer Zuckerfabrik, einer Chemischen Fabrik und einer Kupfergießerei der schwedischen Firma Hallström. Im Jahre 1871 wurde das Schloss bzw. ehemalige Kloster an einen Industriellen verkauft, der das Gebäude zu einer Malzfabrik umbaute. Der Unternehmer Hallström baute sich auf dem Marktplatz eine Villa, welche heute als Altersheim genutzt wird.
In der ersten Hälfte des 20. Jahrhunderts war Nienburg, begünstigt durch seine Lage an Bode und Saale, als Schifferstadt bekannt. Ein bedeutender Anteil der Einwohner fand sein Auskommen in der Binnenschifffahrt.
In der Weltwirtschaftskrise in den 1930er Jahren erfuhr Nienburg einen nachhaltigen Verlust seiner industriellen Struktur. Im Wesentlichen verblieben nur die Zementwerke.
Nach der Wiedervereinigung 1990 wurden die Werke von der Firma Schwenk übernommen und auf Grund der verschlissenen technischen Anlagen und der hohen Belastung der Umwelt geschlossen. Fehlende wirtschaftliche Perspektiven führen seitdem, wie in weiten Teilen Ostdeutschlands, zu einer Abwanderung insbesondere der jungen Bevölkerung.

### Eingemeindungen
Am 1. Juli 1950 wurde die bis dahin eigenständige Gemeinde Grimschleben eingegliedert. Am 1. Januar 2010 kamen Gerbitz, Latdorf, Neugattersleben, Pobzig und Wedlitz hinzu.

## Religion
Zur evangelischen Kirchengemeinde St. Marien u. St. Johannis Nienburg gehören in Nienburg die Stadtkirche St. Johannis und die Klosterkirche St. Marien und St. Cyprian, sowie in Altenburg die St.-Blasii-Kirche, in Hohenerxleben die St.-Petri-Kirche und in Wedlitz-Wispitz die Dorfkirche. Die Kirchengemeinde gehört zum Kirchenkreis Bernburg der Evangelischen Landeskirche Anhalts.
Nachdem sich wieder Katholiken in Nienburg niedergelassen hatten, fanden seitens der Pfarrei Bernburg ab 1904 zeitweise katholische Gottesdienste in Nienburger Gasthöfen statt. In den 1940er Jahren erfolgte die Gründung einer katholischen Kirchengemeinde in Nienburg. Für ihre Gottesdienste wurde eine ehemalige Tischlerwerkstatt zu einer Kapelle umgebaut, die unter das Patrozinium des heiligen Nikolaus von Myra gestellt wurde. Anstelle der Kapelle wurde später ein Pfarrsaal errichtet, katholische Gottesdienste finden seitdem auch in der evangelischen Klosterkirche St. Marien und St. Cyprian statt. Seit der Auflösung der Pfarrvikarie Nienburg im Jahre 2010 gehört der Gottesdienstort Nienburg wieder zur Pfarrei St. Bonifatius Bernburg.

## Politik

### Stadtrat
Bei der Kommunalwahl 2009 wurden 16 Stadträte gewählt. Nach den Eingemeindungen im Jahr 2010 hat sich die Anzahl der Ratssitze auf 20 erhöht. Die folgende Tabelle gibt die Sitzverteilung nach der Wahl 2009, den Stand Juni 2012 und die Sitzverteilung nach der Kommunalwahl am 25. Mai 2014 und der Kommunalwahl vom 26. Mai 2019 wider.
| Partei / Liste        | Sitze 2009 | Sitze 2012 | Sitze 2014 | Sitze 2019 |
| SPD                   | 3          | 4          | 4          | 3          |
| CDU                   | 2          | 2          | 4          | 4          |
| Die Linke             | 3          | 2          | 2          | 2          |
| FDP                   | 3          | 3          | 2          | 2          |
| UWG der Landgemeinden | 5*         | 5          | 4          | 4          |
| UWG Nienburg (Saale)  | 5*         | 4          | 3          | 4          |
| Bündnis 90/Die Grünen | –          | –          | –          | 1          |
| fraktionslos          | –          | –          | 1          | –          |
| Gesamt                | 16         | 20         | 20         | 20         |

* In der Statistik des Landes werden die Wählergruppen zusammengefasst.

### Wappen
| Wappen von Nienburg | Blasonierung: „In Silber auf grünem Rasen eine rote Burg mit ungezinnter Mauer auf offenem Tor, dessen Giebel ein grünes Lindenblatt schmückt; auf der Mauer sechs kleine ungezinnte Türmchen, hinter ihr zwei große gezinnte Türme mit Spitzdächern und Erkertürmchen.“ |
| Wappen von Nienburg | |

### Flagge
Die Stadt Nienburg (Saale) führt eine Flagge. Die Farben der Flagge sind Rot – Silber (Weiß).

### Städtepartnerschaft
- Nienburg/Weser in Niedersachsen

## Kultur und Sehenswürdigkeiten

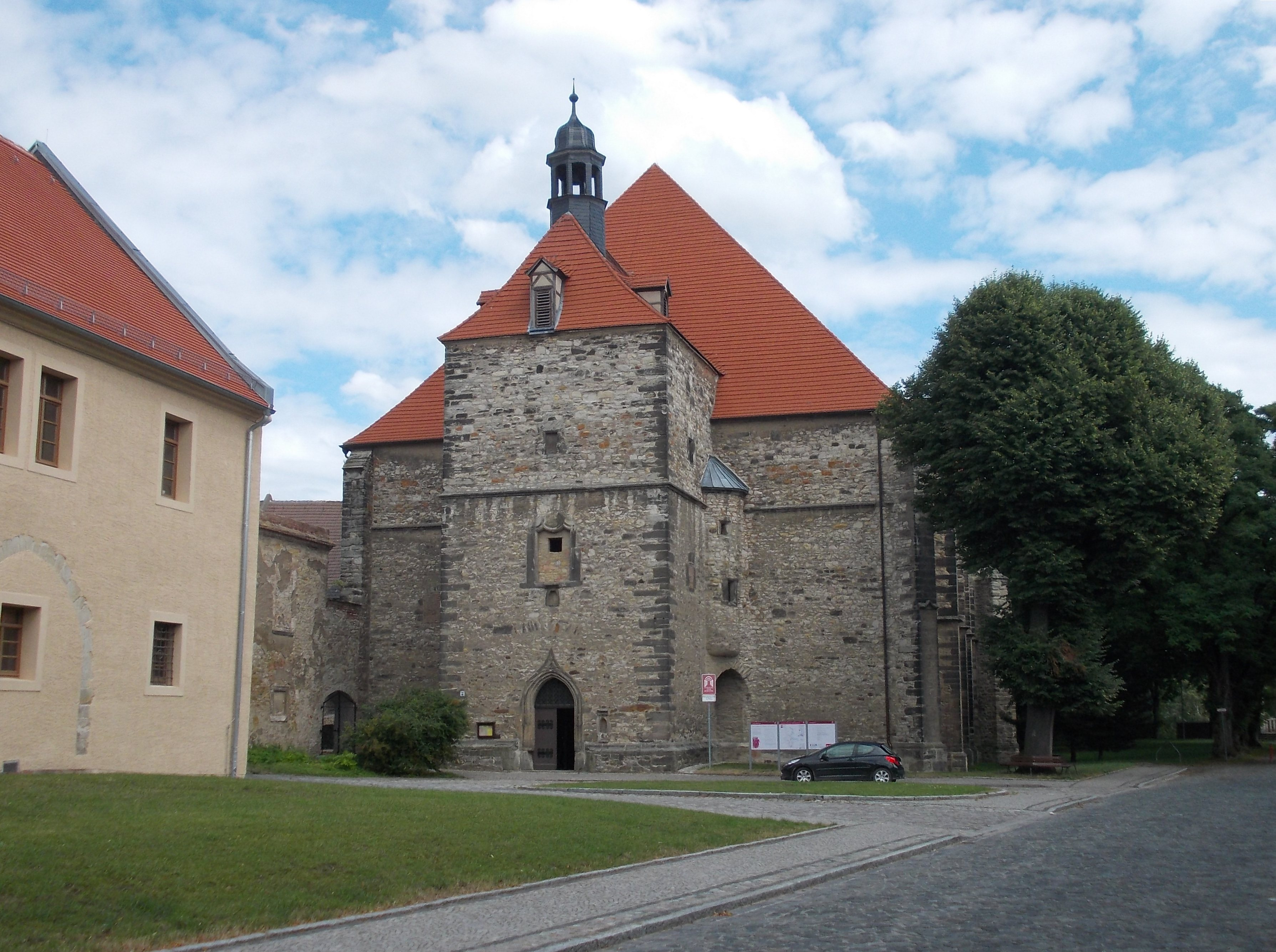
Klosterkirche Nienburg

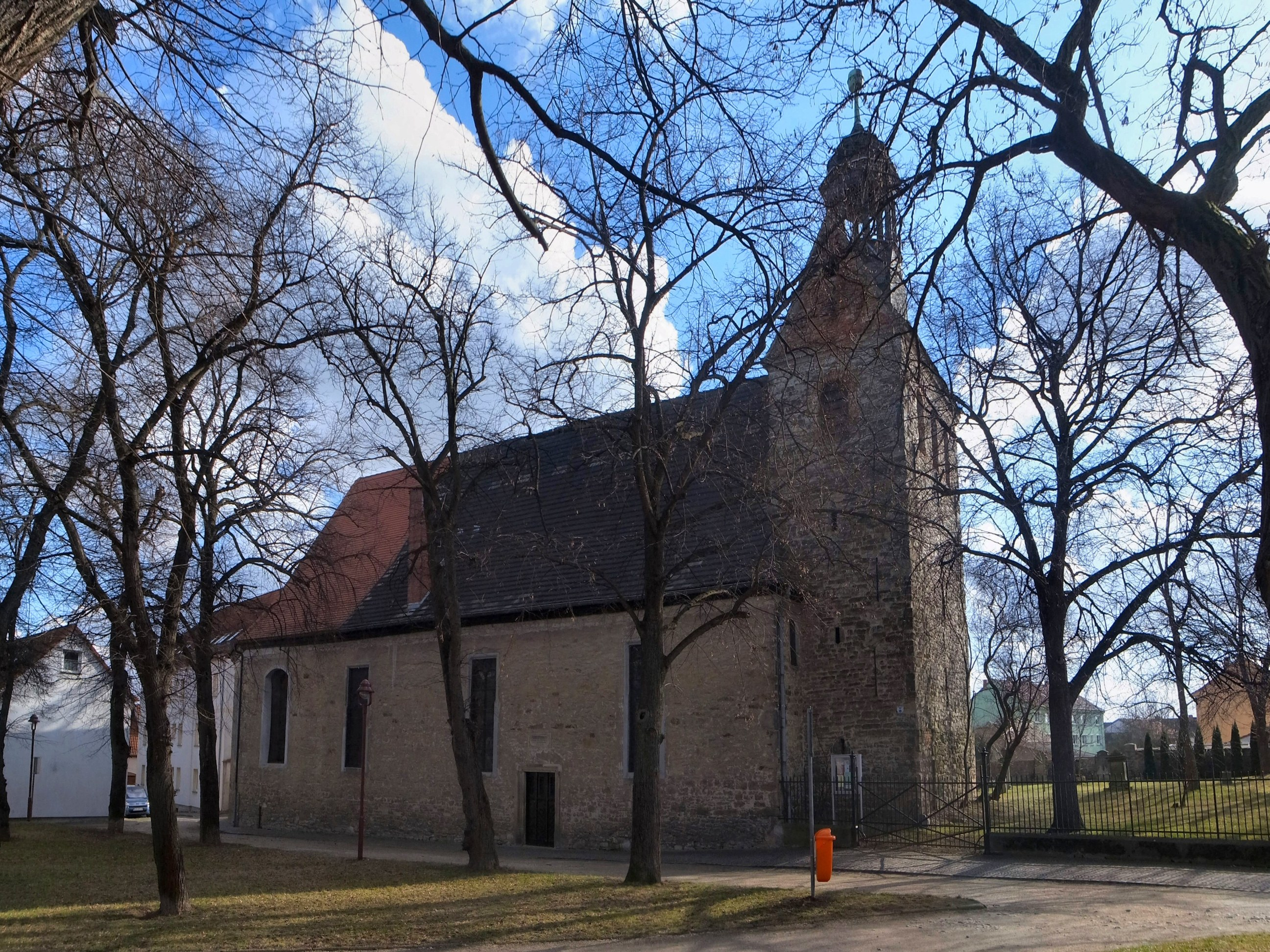
Stadtkirche St.-Johannis

- Die gut erhaltene Klosterkirche St. Marien und St. Cyprian des Klosters Nienburg mit Bauteilen aus dem 11. Jahrhundert ist eines der bedeutendsten frühgotischen Bauwerke im mitteldeutschen Raum. Sie gehört zur Evangelischen Landeskirche Anhalts und wird ökumenisch genutzt.
- Der Jüdische Friedhof an der Adolf-Meyer-Straße wurde Anfang des 19. Jahrhunderts angelegt. Er ist ein geschütztes Kulturdenkmal. Auf ihm befindet sich nur noch ein kleiner Teil der ursprünglich vorhandenen Grabsteine, die für jüdische Verstorbene aus Nienburg und Umgebung von Anfang des 19. Jahrhunderts bis ins 20. Jahrhundert gesetzt wurden.
- Denkmal auf dem Ortsfriedhof in der Gatterslebener Straße für die Opfer des Faschismus

## Verkehr

### Straßenverkehr
Nienburg liegt an bekannten Ferienstraßen und Radfernwegen: der Straße der Romanik, der Deutschen Alleenstraße, dem Saale-Radweg (Saale-Rad-Wander-Weg genannt), dem Europaradweg R1 und dem Blauen Band.

### Eisenbahn
Der Haltepunkt Nienburg (Saale) liegt an der Bahnstrecke Bernburg–Calbe (Saale) und wird von der Linie RB 47 bedient. Wochentags verkehren die Züge als Direktverbindung nach Magdeburg Hbf über Schönebeck (zeitweise auch bis Haldensleben und Wolfsburg als RB 36), sowie täglich direkt nach Halle (Saale) Hbf als RB 47.
Das Bahnhofsgebäude hatte eine Fassade aus gelben Klinkersteinen. Es wurde im März 2016 nach Leerstand und Vandalismus-Schäden abgerissen.

## Persönlichkeiten
- Annalista Saxo, Nienburger Chronist
- Gottfried Bandhauer (1790–1837), Baumeister und Konstrukteur
- Gustav Flügel (1812–1900), Klavierkomponist
- Ulrich Gerstner (* 1954), Landrat des ehemaligen Landkreises Bernburg und des Salzlandkreis
- Andreas Ottomar Goelicke (1671–1744), Mediziner und Hochschullehrer
- August Grimm (1854–1939), Architekt
- Hodo I. (um 930–983), beerdigt im Kloster Nienburg an der Saale
- Ibrahim ibn Jaqub, Reisender, erste Erwähnung Nienburgs
- Friedrich Lutzmann (1859–1930), Automobilpionier
- Gisela Agnes von Rath (1669–1740), Reichsgräfin von Nienburg, Fürstin von Anhalt-Köthen
- Johann Christian Gotthelf Schinke (1782–1839), Pastor zu Wispitz und Wedlitz
- Ronny Siewert, Koch, mit einem Stern im Guide Michelin ausgezeichnet
- Friedrich Stahmann (1796–1862), Chirurg und Schriftsteller
- Kurt Rüdiger von Roques (1890–1966), Arzt und Autor